# Vintilă Horia
Vintila Horia, namn vid födsel Vintilă Caftangioglu, född 18 december 1915, död 14 april 1992, var en rumänsk författare. Horia belönades med Goncourtpriset 1960. Prisutdelningen ställdes dock in sedan det avslöjats att Horia varit medlem i Järngardet före andra världskriget.